# Сімка Андрій Романович
Андрі́й Рома́нович Сімка (нар. 24 листопада 1983, Івано-Франківськ, Івано-Франківська область, Українська РСР, СРСР) — український футболіст і футзаліст, Нападник львівського клубу «GreenDay Metal». Майстер спорту України.

## Юність та клубна кар'єра

### У футзалі
У середині 2002 року Сімка прийняв пропозицію щойно створеного народного футбольного клубу «Ураган» і перекваліфікувався у футзаліста.
Перші два сезони команда провела у Першій лізі, де молодий нападник демонстрував високу результативність. Найбільш успішним для нього видався сезон 2003/04, коли він забив 22 м'ячі.
У дебютному для «Урагана» сезоні у Вищій лізі Сімка більшість матчів просидів на лавці запасних. Команду в цей час очолював тренерський тандем Сергій Ожегов-Юрій Костишин, з яким у гравця були великі конфліктні ситуації.
Подальші сезони у Вищій лізі для гравця складалися не так вдало, як перші роки в «Урагані».
У грудні 2006 року команду очолив Тарас Вонярха, але і з цим тренером стосунки у Сімки не склалися.
Наприкінці 2007 року після заключного матчу першого кола сезону 2007/08 Сімка був виставлений на трансфер, однак продовжував тренуватися і виходити на майданчик. Після цієї звістки, а також через постійний негатив та психологічний тиск з боку Тараса Вонярха Сімка потрапив до лікарні, де пробув місяць, але зумів подолати всі негаразди і повернутися до команди.
На початку 2008 року народного футбольного клубу «Ураган» очолив Владислав Корнєєв і кар'єра Сімки пішла вгору.
3 листопада 2011 року клуб святкував 9-річчя і з цієї нагоди Сімка отримав посвідчення і значок майстра спорту України.
Нападник сподівався на підвищення зарплати у сезоні 2015/2016, який би міг стати для нього чотирнадцятим поспіль у формі «драконів», але отримав відмову від керівництва і перейшов у білоруський «Борисов-900».

## Виступи за збірні

### Молодіжна збірна України
Був викликаний у молодіжну збірну у кінці листопада 2003 року для участі у турнірі «Санкт-Петербурзька осінь», виступаючи за тоді ще першоліговий «Ураган». У складі «молодіжки» 20-річний хлопець дебютував 26 листопада 2003 року у грі проти молдовських однолітків (перемога 9:2) і одразу відзначився голом, а потім отримав червону картку через що пропустив наступний матч. Зіграв у 4 матчах турніру (забив 2 голи) і виграв срібні нагороди разом зі збірною.

### Студентська збірна України
2006 року потрапив до складу студентської збірної України, яка готувалася до чемпіонату світу, але до остаточної заявки не потрапив.

### Національна збірна України
24 вересня 2013 року у 29-річному віці дебютував у складі національної збірної України у матчі плей-оф відбору до чемпіонату Європи проти збірної Угорщини і одразу відзначився забитим дублем. Після цього Сімка зіграв у матчі-відповіді, де заробив вилучення, і більше у збірну не викликався.

## Особисте життя

### Родина
Одружений, має доньку.

## Нагороди і досягнення

### Командні
«Ураган»
- Екстра-ліга
  -  Чемпіон (1): 2010/11
  -  Срібний призер (1): 2012/13
  -  Бронзовий призер (2): 2011/12, 2013/14

- Кубок
  -  Фіналіст (1): 2017/18

- Суперкубок
  -  Володар (1): 2011

- Чемпіон України у Першій лізі: 2003/2004
- Фіналіст Кубка ліги: 2003/04

 Переможець міжнародного турніру «Кубок Визволення» 2008 р.

 Переможець міжнародного турніру"Кубок Галичини" (4): 2005, 2008, 2009, 2010 рр.

 Срібний призер міжнародного турніру «Кубок Галичини» (2): 2003, 2004 рр.

 Срібний призер міжнародного турніру «Кубок Бескидів» (2): 2010, 2011 рр.

 Переможець турніру «Кубок Карпат» 2007 р.

 Срібний призер Міжнародного турніру ім. Водяна (2): 2003, 2016 року (м. Одеса)

 Бронзовий призер міжнародного турніру, присвяченого 10-літтю МФК «Борисов-900»: 2011
 Україна (U-21)
 Срібний призер турніру «Санкт-Петербурзька осінь»: 2003

### Індивідуальні
- Найкращий гравець місяця у першій лізі (1): жовтень 2018[8]

### Відеофрагменти
- Голи Андрія Сімки у домашніх матчах у чемпіонаті України сезону 2010/11 на YouTube